# جچینگن
جچینگن (به لهستانی:  Dziecinin) یک روستا در لهستان است که در گمینا فایسواویتسه واقع شده‌است.